# Schubkamille
Schubkamille (Anthemis) is een geslacht van ongeveer 100 soorten kruidachtige planten uit de composietenfamilie (Compositae oftewel Asteraceae).
Het geslacht is nauw verwant aan Chamaemelum. De bloembodem heeft stroschubben, waar de naam schubkamille naar verwijst.
Anthemis komt grotendeels van nature voor in het Middellandse Zeegebied en in het gebied van Zuidwest-Azië tot Iran. Ook in de Benelux komen een aantal soorten in het wild voor.
Anthemis-soorten zijn waardplant voor de rupsen van een aantal vlindersoorten waaronder Bucculatrix anthemidella, een bladmineerder die zich uitsluitend met gele kamille voedt.

## Cultuur en gebruik
De gele kamille wordt wel "plantendokter" genoemd, omdat ze de gezondheid van de planten in haar omgeving lijkt te verbeteren.

## Soorten
Anthemis bevat ongeveer 100 soorten.
In de Benelux komen in het wild voor:
- Anthemis arvensis = Valse kamille
- Anthemis cotula = Stinkende kamille
- Anthemis tinctoria = Gele kamille

Een aantal andere soorten zijn:
- Anthemis altissima
- Anthemis cinerea
- Anthemis cretica
- Anthemis haussknechtii
- Anthemis macedonica
- Anthemis marschalliana
- Anthemis nobilis (Roomse kamille)
- Anthemis punctata
- Anthemis rosea
- Anthemis sancti-johannis
- Anthemis styriaca
- Anthemis triumfetti
- Anthemis tuberculata